# Збірна Фінляндії з баскетболу
Збірна Фінляндії з баскетболу — національна баскетбольна команда, яка представляє Фінляндію на міжнародній баскетбольній арені.